# Прохоров, Пётр Андреянович
Пётр Андреянович Прохоров (12.06.1914 — 31.10.1968) — навалоотбойщик шахты № 8 треста «Москвоуголь» Министерства угольной промышленности западных районов СССР, Московская область. Герой Социалистического Труда (28.08.1948).

## Биография
Родился 12 июня 1914 года в деревне Бабёнки Ильинской волости Епифанского уезда Тульской губернии, ныне Кимрского уезда Тульской области, в крестьянской семье. Русский.
С пяти лет рос без отца, помогал матери вести хозяйство, поднимать ещё двоих детей. Окончил начальную школу.
В конце 1936 года приехал в посёлок Донской (ныне город Тульской области, поступил работать на шахту № 8 треста «Донскойуголь» откатчиком. В то время на шахте только заканчивали проходку ствола, нарезали лавы. Вскоре освоил несколько горняцких профессий: забойщика, проходчика. В 1937 году был призван в Красную армию. Участвовал в походе в Западную Белоруссию в войне с Финляндией. В декабре 1940 года был демобилизован.
Вернулся на свою шахту № 8, работал навалоотбойщиком. В годы Великой Отечественной войны, с небольшим перерывом на эвакуацию (с сентября 1941 года по май 1942 года в Рязанскую область), трудился на этой шахте.
После возвращения на родную шахту, активно участвовал в её восстановлении. Пока шла откачка воды работал молотобойцем в кузнице, ставил копер, ремонтировал оборудование. Затем одним из первых спустился в шахту, взялся за отбойный молоток.
В 1943 году возглавил бригаду навалоотбойщиков, коллектив под его руководством ежедневно стал выполнять по 1,5-2 нормы. Прохорову первому в комбинате «Московуголь» был присвоено звание мастер угля. За три года первой послевоенной пятилетки он лично нарубил сверх нормы 78 вагонов угля. Его бригада стала школой стахановского труда, через неё прошли десятки молодых шахтёров, воспитанников школ ФЗО.
Указом Президиума Верховного Совета СССР от 28 августа 1948 года за выдающиеся успехи в деле увеличения добычи угля, восстановления и строительства угольных шахт и внедрение передовых методов работы, обеспечивающих значительный рост производительности труда Прохорову Петру Андреевичу (в Указе Андреевичу) присвоено звание Героя Социалистического Труда с вручением ордена ордена Ленина и золотой медали «Серп и Молот».
Член ВКП(б)/КПСС с 1950 года. В 1953 году окончил курсы ответственников. С 1954 года работал помощником начальника участка шахты № 29 треста «Донскойуголь». В конце того же года был переведён на поверхность — десятником вентиляции той же шахты. Затем ещё несколько месяцев трудился рабочим лесного склада шахты. С 1954 года работал помощником начальника участка, десятником вентиляции шахты № 29 треста «Донскойуголь». В январе 1956 года вышел на пенсию по состоянию здоровья, инвалид 2-й группы.
Жил в городе Донской Тульской области. Скончался 31 октября 1968 года.

## Награды
- Золотая медаль «Серп и Молот» (29.05.1990)
- Орден Ленина (29.05.1990)
- Орден Октябрьской Революции (12.03.1982)
- Орден Трудового Красного Знамени (11.12.1973)
- Медаль «В ознаменование 100-летия со дня рождения Владимира Ильича Ленина» (6 апреля 1970)
- Медаль «За преобразование Нечерноземья РСФСР»
- Медаль «За трудовую доблесть» (04.09.1948)
- Медаль «Ветеран труда»

## Память
- На могиле установлен надгробный памятник.